# Crataegus insidiosa
Crataegus insidiosa är en rosväxtart som beskrevs av Chauncey Delos Beadle. Crataegus insidiosa ingår i Hagtornssläktet som ingår i familjen rosväxter. Inga underarter finns listade i Catalogue of Life.